# Endoxylina
Endoxylina és un gènere de fongs ascomicots de la família Diatrypaceae, classe Sordariomycets. La relació entre aquest tàxon i altres és desconeguda (incertae sedis).